# إدي دورهام
إدي دورهام (بالإنجليزية: Eddie Durham)‏ هو عازف قيثارة وملحن أمريكي، ولد في 19 أغسطس 1906 في سان ماركوس في الولايات المتحدة، وتوفي في 6 مارس 1987 في نيويورك في الولايات المتحدة.

## وصلات خارجية
- إدي دورهام على موقع IMDb (الإنجليزية)
- إدي دورهام على موقع ميوزك برينز (الإنجليزية)
- إدي دورهام على موقع أول ميوزيك (الإنجليزية)
- إدي دورهام على موقع ديسكوغز (الإنجليزية)